# Bahnhof Nakhon Ratchasima

Bahnhof Nakhon Ratchasima (Thai: สถานีรถไฟนครราชสีมา, Aussprache: [sàʔtʰǎːniː rót faj náʔkʰɔːn râtt͡ɕʰásǐːmaː]) ist der Hauptbahnhof von Nakhon Ratchasima, der Hauptstadt der gleichnamigen Provinz Nakhon Ratchasima in Thailand. Der Bahnhof liegt im Westen der Stadt.

## Geschichte
Der Bahnhof wurde am 11. November 1900 mit der Bezeichnung Bahnhof Korat als Kopfbahnhof und Endpunkt der damals noch normalspurigen Bahnstrecke Bangkok–Nakhon Ratchasima eröffnet. Die offizielle Eröffnungszeremonie nahm König Chulalongkorn am 21. Dezember 1900 vor. 1922 wurden die Anlagen des Bahnhofs zusammen mit der Strecke auf Meterspur umgespurt, am Ende des gleichen Jahres die Verlängerung der Strecke nach Ubon Ratchathani in Betrieb genommen und der Bahnhof damit zum Durchgangsbahnhof.
1934 wurde der Bahnhof in Nakhon Ratchasima umbenannt. Während des Zweiten Weltkrieges wurde er zerstört, das neue Empfangsgebäude am 24. Juni 1955 eröffnet.
Der Bahnhof ist heute betrieblich der Verzweigungsbahnhof für die Strecken nach Ubon Ratchathani und Nong Khai, obwohl die Strecken sich erst im 3 km östlich gelegenen Bahnhof Thanon Chira Junction trennen. Der Bahnhof wird täglich von 18 Personenzügen bedient.

## Neuer Bahnhof
Im Zusammenhang mit dem Bau der Schnellfahrstrecke Bangkok–Nakhon Ratchasima bekommt Korat einen neuen Bahnhof. Ab Februar 2023 wird der alte Bahnhof abgerissen und voraussichtlich bis 2026 durch einen neuen Bahnhof ersetzt.